# کنش اجتماعی
کنش اجتماعی (به انگلیسی: Social action) در جامعه‌شناسی، که به عنوان کنش اجتماعی وبری نیز شناخته می‌شود، عملی است که کنش‌ها و واکنش‌های افراد (یا کنشگران را در نظر می‌گیرد. به گفته ماکس وبر، کنش تا آنجا که معنای ذهنی رفتار دیگران را در نظر می‌گیرد و در نتیجه در مسیر خود جهت‌گیری می‌کند، اجتماعی است.

## کنش اجتماعی
کنش اجتماعی، واحد اساسی و سلول بنیادین در مطالعات اجتماعی به حساب می‌آید. امتیاز انسان بر سایر موجودات، در آن است که شیوه و ماهیت رفتارهای او نسبت سایر موجودات، متفاوت است. به عبارت دیگر، انسان‌ها به گونه‌ای عمل می‌کنند که موجودات دیگر توانایی انجام آن را ندارند. رفتار انسان‌ها همواره با تفکر، اندیشه و تدبر همراه می‌باشد از این رو می‌توان گفت: عمل به معنای رفتار معنی‌دار و آگاهانه است؛ اما از سوی دیگر، تلاش انسان برای ایجاد و برقراری ارتباط و رابطه با سایر اعضای جامعه به میل طبیعی او به اجتماعی زندگی کردن مربوط می‌شوند؛ به عبارت دیگر، این تمایل انسان‌ها را به‌سوی ایجاد روابط با دیگران سوق داده و موجبات تداوم حیات اجتماعی جوامع را فراهم می‌سازد. به سخن دیگر، کنش به عنوان ابتدایی‌ترین عنصر مشترک زندگی اجتماعی بشری دربرگیرنده یک مجموعه رفتارهای است که انسان‌ها برای رسیدن به اهداف معین نسبت به یکدیگر انجام می‌دهند؛ از این رو به عمل جهت‌گیری شده به سوی شخص دیگر اصطلاحاً کنش اجتماعی گفته می‌شود.

## ماکس وبر
مفهوم اساسی اساساً در نظریه ضد اثبات‌گرایی ماکس وبر برای مشاهده چگونگی ارتباط رفتارهای انسانی با علت و معلول در قلمرو اجتماعی ایجاد شد. از نظر وبر، جامعه‌شناسی مطالعه جامعه و رفتار است و بنابراین باید به اساس تعامل بنگرد. نظریه کنش اجتماعی، بیش از مواضع کارکردگرایی ساختاری می‌پذیرد و فرض می‌کند که انسان‌ها کنش‌های خود را بر اساس زمینه‌های اجتماعی و نحوه تأثیر آن بر افراد دیگر تغییر می‌دهند. هنگامی که یک واکنش بالقوه مطلوب نیست، عمل بر این اساس اصلاح می‌شود. کنش می‌تواند به معنای یک کنش اساسی (که دارای یک معنا است) یا یک کنش اجتماعی پیشرفته باشد که نه تنها معنا دارد، بلکه متوجه دیگر کنشگران می‌شود و باعث کنش می‌شود (یا، شاید، بی‌عملی).
جامعه‌شناسی … علمی است که هدف آن تفسیر معنای کنش اجتماعی است و از این طریق توضیحی علّی از نحوه انجام کنش و آثاری ارائه می‌دهد که ایجاد می‌کند. منظور از «کنش» در این تعریف، رفتار انسانی است زمانی که و به میزانی که فاعل یا عوامل آن را معنادار ذهنی بدانند… معنایی که به آن اشاره می‌کنیم ممکن است: الف) معنای واقعی مورد نظر یک عامل فردی در یک موقعیت تاریخی خاص یا توسط تعدادی از عوامل به‌طور میانگین تقریبی در مجموعه‌ای از موارد یا ب) معنای منسوب به عامل یا عوامل، به عنوان انواع، در نوع خالص که به صورت انتزاعی ساخته شده‌است. در هیچ‌یک از این دو مورد، با معیارهای متافیزیکی، نباید «معنا» را به نحوی عینی «درست» یا «صحیح» تصور کرد. این تفاوت بین علوم تجربی عمل مانند جامعه‌شناسی و تاریخ و هر نوع رشته پیشینی مانند فقه، منطق، اخلاق یا زیبایی‌شناسی است که هدف آنها استخراج معنای «صحیح» یا «معتبر» از موضوع آنهاست.
- ماکس وبر: ماهیت کنش اجتماعی، ۱۹۲۲.
این اصطلاح کاربردی‌تر و فراگیرتر از پدیده‌های اجتماعی فلوریان زنانیتسکی است، زیرا فردی که کنش اجتماعی را انجام می‌دهد منفعل نیست، بلکه فعال و واکنشی است. اگرچه خود وبر از واژه «عاملیت» استفاده کرد ولی در علوم اجتماعی مدرن، این اصطلاح اغلب با پذیرش معینی از مفاهیم وبری از کنش اجتماعی تخصیص داده می‌شود، مگر اینکه در اثری قصد اشاره مستقیم داشته باشد. به طور مشابه، «بازتابندگی» معمولاً به‌عنوان خلاصه‌نویسی برای اشاره به رابطه دایره‌ای علت و معلول بین ساختار و عاملیت استفاده می‌شود که وبر در فرضیه‌سازی عضو دایمی آن بود.

## انواع
1. کنش عقلانی (همچنین به عنوان کنش‌های ارزشی-عقلانی، غیرعاقلانه شناخته می‌شود): کنش‌هایی که به این دلیل انجام می‌شوند که به یک هدف ارزشمند منتهی می‌شوند ولی بدون فکر کردن به پیامدهای آن و اغلب بدون در نظر گرفتن مناسب بودن ابزار انتخاب شده برای دستیابی به آن («هدف وسیله را توجیه می‌کند.») کنش اجتماعی ارزشی عقلانی یا عقلانی ابزاری به دو گروه ملاحظات عقلانی و جهت‌گیری عقلانی تقسیم می‌شود. ملاحظات منطقی زمانی است که نتایج ثانویه به‌طور منطقی در نظر گرفته شوند. هنگامی که پیامدهای ثانویه پایان یافته‌است، این ابزار جایگزین نیز در نظر گرفته می‌شود. تعیین این وسیله عمل بسیار سخت و حتی ناسازگار است. جهت‌گیری عقلانی توانایی شناخت و درک رسانه‌های خاص در شرایط معمول است. به عقیده وبر، بازیگران و گروه‌های ناهمگونی که در حال رقابت هستند، به سختی می‌توانند روی یک رسانه خاص قرار بگیرند و کنش اجتماعی مشترک را درک کنند.
2. کنش ابزاری (همچنین به عنوان رابطه ارزشی، از نظر ابزاری عقلانی، هدف-ابزاری، عمدی نیز شناخته می‌شود): کنش‌هایی که پس از ارزیابی هدف در ارتباط با سایر اهداف و پس از بررسی کامل وسایل (و پیامدهای) مختلف برای دستیابی به آن برنامه‌ریزی و انجام می‌شود. یک مثال می‌تواند دانش آموز دبیرستانی باشد که برای زندگی به عنوان وکیل آماده می‌شود. دانش‌آموز می‌داند که برای ورود به دانشگاه، باید آزمون‌های مناسب را بدهد و فرم‌های مناسب را برای ورود به دانشگاه پر کند و سپس در کالج خوب عمل کند تا بتواند وارد دانشکده حقوق شود و در نهایت به هدف خود یعنی وکیل شدن دست یابد. اگر دانش آموز تصمیم بگیرد که در کالج خوب عمل نکند، می‌داند که ورود به دانشکده حقوق و در نهایت رسیدن به هدف وکیل بودن دشوار خواهد بود؛ بنابراین دانش آموز باید گام‌های مناسب را برای رسیدن به هدف نهایی بردارد.

مثال دیگر بیشتر معاملات اقتصادی است. رابطه ارزش به زیر گروه‌های دستورها و خواسته‌ها تقسیم می‌شود. براساس قانون، به مردم دستوراتی داده می‌شود و باید از کل نظام قوانین خصوصی برای شکستن حکومت مرکزی یا سلطه در حقوق قانونی که یک شهروند از آن برخوردار است استفاده کنند. مطالبات صرفاً برای اخلاق می‌تواند مبتنی بر عدالت یا کرامت انسانی باشد. این مطالبات مسایل متعددی را ایجاد کرده‌است، حتی فرمالیسم قانونی نیز مورد آزمایش قرار گرفته‌است. به نظر می‌رسد این مطالبات بر جامعه سنگینی می‌کند و در مواقعی می‌تواند باعث بی‌اخلاقی آنها شود.

## گروه اجتماعی
در جامعه، گروه‌های مختلفی را می‌توان شناسایی نمود. به نخستین نوع گروه به هرگونه گردهمایی و جمع شدن معمولی و تصادفی افراد، اصطلاحاً «تجمع» گفته می‌شود. مانند مسافران یک اتوبوس و تماشاگران یک بازی ورزشی. گروه دوم به تعدادی از افراد گفته می‌شود که دارای برخی ویژگی‌های مشترک باشند و اصطلاحاً به عنوان رده نامگذاری می‌شوند. مانند گروه مردمی، قومی، نژادی، شغلی و جنسی. نوع سوم گروه به تعدادی از افراد گفته می‌شود که در الگوی کنش متقابل به‌طور منظم و مستمر سهیم هستند. به عبارت دیگر، پس از آنکه بین افراد تعامل اجتماعی شکل گرفت آن‌ها سعی کرده تا موارد مشترک را یافته و تقویت نمایند با توجه به اشتراکات موجود رفته رفته این مجموعه از افراد تشکیل یک مجموعه واحد را داده که از آن تعبیر به «ما» می‌شود درصورتی که مای تشکیل شده سطحی و زودگذر باشد رابطهٔ بین افراد به سرعت ازبین می‌رود یعنی نوع اول از گروه (تجمع) اما اگر میزان شباهت‌ها به درجه‌ای باشد که موجبات تحکیم روابط افراد را فراهم سازد مای تشکیل شده تعمیق می‌گردد و تعامل افراد بایکدیگر تداوم و استمرار می‌یابد و در این صورت به این تجمع افراد اصطلاحاً گروه اجتماعی گفته می‌شود؛ بنابراین، گروه اجتماعی به معنای تجمع مجموعه‌ای از افراد است که دارای تعامل نسبتاً مستمر و پایدار بوده و نسبت به یکدیگر دارای احساس پیوند باشند؛ از این رو، کنش متقابل پایدار، احساسات و عواطف مشترک، دارا بودن هدف یا اهداف مشابه و مشترک ازجمله مهم‌ترین گروه‌های اجتماعی، گروه نخستین و گروه دومین است. برای شناخت این دو گروه، لازم است که دو مفهوم «گمنشافت و گزلشافت» را که توسط جامعه‌شناس آلمانی تونیس مطرح شده‌است، تعریف کرد تا میان دو نوع روابط اجتماعی، تفکیک ایجاد شود. روابط گماین شافت با پیوندهای نزدیک عاطفی صمیمانه حس متقابل مشخص می‌شود؛ اما در روابط گزل شافت، تأکید بر روابط رسمی مبتنی بر رقابت و نفع شخصی، استوار می‌باشد. بهترین نمونه روابط گماین شافت را می‌توان در میان اعضای یک خانواده یافت که معمولاً روابط صمیمانه داشته و در کنش‌های متقابل با یکدیگر به همکاری می‌پردازند. نمونه‌های دیگری از این روابط را می‌توان در بین گروه‌های هم‌بازی و باشگاه‌های کوچک جستجو کرد. روابط گزل شافت درمیان اعضای یک مؤسسه نهاد و سازمان اداری، نظامی…، وجوددارد. از این رو، گفته شده‌است که روابط گروه نخستین را می‌توان همانند روابط گماین شافت و روابط گروه ثانویه یا دومین را همانند روابط گزل شافت در نظر گرفت. از این روی، ویژگی‌های بنیادین گروه نخستین عبارت است از تماس مستقیم روابط صمیمانه و رو در رو و چهره به چهره و پیوندهای عاطفی نیرومند و به تعبیر دیگر، به گروهی از افراد که با یکدیگر، رابطه نزدیک صمیمی شخصی و غیررسمی دارند، گروه نخستین را تشکیل می‌دهند. برخی از ویژگی‌های گروه دومین، عبارت است از روابط غیرشخصی، رسمی، عدم تعلق خاطر به گروه، پیوندهای عاطفی اندک، گردهم آمدن اعضای گروه برای انجام یک وظیفه شغلی معین؛ به همین دلیل می‌توان گفت که گروه از افرادی که یکدیگر را از نزدیک کمتر می‌شناسند و عمدتاً روابط غیر صمیمی و رسمی دارند، تشکیل یک گروه دومین را می‌دهند، و این گروه، معمولاً گروه‌های کاری و شغلی می‌باشند.